# Puntius sophore
Puntius sophore es una especie de peces de la familia de los Cyprinidae en el orden de los Cypriniformes.

## Morfología
Los machos pueden llegar alcanzar los 18 cm de longitud total.

## Hábitat
Es un pez de agua dulce.

## Distribución geográfica
Se encuentra en el Pakistán, la India, Nepal, Bangladés, Birmania, China (Yunnan), Bután y Afganistán.